# Monnina sandemanii
Monnina sandemanii är en jungfrulinsväxtart som beskrevs av Ramón Alejandro Ferreyra. Monnina sandemanii ingår i släktet Monnina och familjen jungfrulinsväxter. Inga underarter finns listade i Catalogue of Life.